# Freestyle ai IX Giochi asiatici invernali - Aerials maschile
La gara degli aerials maschile si è svolta il 9 febbraio 2025 al Yabuli Ski Resort di Harbin, in Cina.

## Risultati

### Finale 1
| Rank | Atleta              | Nazione    | Jump 1 | Jump 2 | Migliore |
| ---- | ------------------- | ---------- | ------ | ------ | -------- |
| 1    | Qi Guangpu          | Cina       | 124.78 | DNS    | 124.78   |
| 2    | Li Xinpeng          | Cina       | 44.25  | 104.49 | 104.49   |
| 3    | Yang Yuheng         | Cina       | 93.06  | 91.65  | 93.06    |
| 4    | Yang Longxiao       | Cina       | 87.61  | 90.72  | 90.72    |
| 5    | Assylkhan Assan     | Kazakistan | 88.83  | 90.48  | 90.48    |
| 6    | Ulanbakir Umurzakov | Kazakistan | 52.17  | 86.31  | 86.31    |
| 7    | Haruto Igarashi     | Giappone   | 77.49  | 72.96  | 77.49    |
| 8    | Roman Ivanov        | Kazakistan | 64.86  | 64.50  | 64.86    |

### Finale 2
| Rank | Atleta              | Nazione    | Punteggio |
| ---- | ------------------- | ---------- | --------- |
| 1    | Li Xinpeng          | Cina       | 123.45    |
| 2    | Yang Longxiao       | Cina       | 122.13    |
| 3    | Qi Guangpu          | Cina       | 119.47    |
| 4    | Yang Yuheng         | Cina       | 102.57    |
| 5    | Ulanbakir Umurzakov | Kazakistan | 81.90     |
| 6    | Assylkhan Assan     | Kazakistan | 71.76     |